# 교탄바정
교탄바정(일본어: 京丹波町)은 일본 교토부 후나이군의 정이다.

## 지리
단바 지방의 중앙부, 단바 고지를 앞에 두고 옛 단바정의 남부가 요도강 수계와 유라강 수계의 분수계가 되고 있다.

## 역사
2005년 10월 11일에 단바정, 미즈호정, 와치정이 합병해 탄생했다.

## 교통

### 철도
- 서일본 여객철도 산인 본선
  - (← 난탄시 고마역) - 시모야마역 - 와치역 - 아세리역 - 다치키역 - (아야베시 야마가역 →)

### 도로
- 교토-주칸 자동차도(일본어판)
- 국도 9호선
- 국도 27호선
- 국도 제173호선 (일본)(일본어판)
- 국도 제478호선 (일본)(일본어판)